# جام قهرمانان کونمبول–یوفا
جام قهرمانان کونمبول–یوفا که با عنوان فینالیسیما شناخته می شود (به عنوان جام آرتمیو فرانکی نیز شناخته می‌شد)، یک مسابقه فوتبال رسمی سوپرجام است که توسط یوفا و کونمبول سازماندهی شده‌است. این مسابقه بین قهرمان کوپا آمریکا و قهرمان جام ملت‌های اروپا برگزار می‌شود. این رقابت دو بار در سال‌های ۱۹۸۵ و ۱۹۹۳ برگزار شده بود و در سال ۲۰۲۲ دوباره راه‌اندازی شد.

## قهرمان
| dagger | برنده در وقت اضافه    |
| *      | برنده در ضربات پنالتی |

| سال  | میزبان   | قهرمان   | نتیجه       | نایب قهرمان | ورزشگاه                  | تماشاگران |
| ---- | -------- | -------- | ----------- | ----------- | ------------------------ | --------- |
| ۱۹۸۵ | فرانسه   | فرانسه   | ۲–۰         | اروگوئه     | ورزشگاه پارک د پرنس      | ۲۰٬۴۰۵    |
| ۱۹۹۳ | آرژانتین | آرژانتین | * ۱–۱ (۵–۴) | دانمارک     | ورزشگاه خوزه ماریا مینلا | ۳۴٬۶۸۴    |
| ۲۰۲۲ | انگلیس   | آرژانتین | ۳–۰         | ایتالیا     | ورزشگاه ومبلی            | ۸۷٬۱۱۲    |
| ۲۰۲۵ |          |          |             |             | TBA                      | TBA       |

## قهرمانان بر پایه کشور
| کشور     | قهرمان | نایب قهرمان | کل |
| -------- | ------ | ----------- | -- |
| آرژانتین | ۲      | ۰           | ۲  |
| فرانسه   | ۱      | ۰           | ۱  |
| اروگوئه  | ۰      | ۱           | ۱  |
| دانمارک  | ۰      | ۱           | ۱  |
| ایتالیا  | ۰      | ۱           | ۱  |